# Cleora arenosa
Cleora arenosa là một loài bướm đêm trong họ Geometridae.